# Jennifer Abel
Jennifer Abel (Montreal, 23 de agosto de 1991) es una deportista canadiense que compitió en saltos de trampolín.
Participó en cuatro Juegos Olímpicos de Verano, entre los años 2008 y 2020, obteniendo dos medallas en la prueba sincronizada, bronce en Londres 2012 (junto con Emilie Heymans) y plata en Tokio 2020 (con Mélissa Citrini-Beaulieu).
Ganó diez medallas en el Campeonato Mundial de Natación entre los años 2011 y 2019, y cinco medallas en los Juegos Panamericanos entre los años 2011 y 2019.

## Palmarés internacional
| Juegos Olímpicos     | Juegos Olímpicos        | Juegos Olímpicos  | Juegos Olímpicos           |
| Año                  | Lugar                   | Medalla           | Prueba                     |
| -------------------- | ----------------------- | ----------------- | -------------------------- |
| 2012                 | Londres (Reino Unido)   | Medalla de bronce | Trampolín 3 m sincro       |
| 2020                 | Tokio (Japón)           | Medalla de plata  | Trampolín 3 m sincro       |
| Campeonato Mundial   |                         |                   |                            |
| Año                  | Lugar                   | Medalla           | Prueba                     |
| 2011                 | Shanghái (China)        | Medalla de plata  | Trampolín 3 m sincro       |
| 2011                 | Shanghái (China)        | Medalla de bronce | Trampolín 3 m              |
| 2013                 | Barcelona (España)      | Medalla de bronce | Trampolín 3 m sincro       |
| 2015                 | Kazán (Rusia)           | Medalla de plata  | Trampolín 3 m sincro       |
| 2015                 | Kazán (Rusia)           | Medalla de plata  | Trampolín 3 m sincro mixto |
| 2017                 | Budapest (Hungría)      | Medalla de plata  | Trampolín 3 m sincro       |
| 2017                 | Budapest (Hungría)      | Medalla de bronce | Trampolín 3 m              |
| 2017                 | Budapest (Hungría)      | Medalla de bronce | Trampolín 3 m sincro mixto |
| 2019                 | Gwangju (Corea del Sur) | Medalla de plata  | Trampolín 3 m sincro       |
| 2019                 | Gwangju (Corea del Sur) | Medalla de plata  | Trampolín 3 m sincro mixto |
| Juegos Panamericanos |                         |                   |                            |
| Año                  | Lugar                   | Medalla           | Prueba                     |
| 2011                 | Guadalajara (México)    | Medalla de plata  | Trampolín 3 m sincro       |
| 2015                 | Toronto (Canadá)        | Medalla de oro    | Trampolín 3 m              |
| 2015                 | Toronto (Canadá)        | Medalla de plata  | Trampolín 3 m sincro       |
| 2019                 | Lima (Perú)             | Medalla de oro    | Trampolín 3 m              |
| 2019                 | Lima (Perú)             | Medalla de oro    | Trampolín 3 m sincro       |